# Метапошукова система
Метапошукова система (метапошукова машина) — це пошукова система, яка на відміну від класичних пошукових машин не має особистої бази даних та особистого пошукового індексу, а формує пошукову видачу за рахунок змішування та переранжування результатів пошуку інших пошукових систем.

## Історія
Першою людиною, яка застосувала ідею мета-пошуку, був Даніель Дрейлінгер з Університету штату Колорадо. Він розробив SearchSavvy, який дозволяє користувачам здійснювати пошук до 20 різних пошукових систем та каталогів одночасно. Хоча пошук був швидкий, але пошукова машина була обмежена простими пошуками, а отже, не була надійною. Студент університету Вашингтона Ерік Селберг випустив більш "оновлену" версію під назвою MetaCrawler. Ця пошукова машина покращила точність SearchSavvy, додавши власний синтаксис пошуку та зіставивши синтаксис із синтаксисом пошукових систем, які він перевіряв.